# NGC 1929
NGC 1929 (còn được gọi là ESO 56-EN107) là một cụm sao mở liên kết với tinh vân phát xạ nằm trong tinh vân N44 trong chòm sao Kiếm Ngư và một phần của Đám mây Magellan Lớn. Nó được James Dunlop phát hiện vào ngày 3 tháng 8 năm 1826. Độ lớn biểu kiến của nó là 14,0 và kích thước của nó là 0,8 phút.